# Іпіранга (спортивний клуб, Макапа)
«Іпіранга» (порт. Ypiranga) — бразильський спортивний клуб, який базується в місті Макапа, штат Амапа. Клуб найбільш відомий своєю футбольною командою, яка грає в Кампеонато Амапаенсе, вищому дивізіоні системи футбольних ліг штату Амапа. Заснований 15 травня 1963 року.